# Deer Island (Massachusetts)
Deer Island ist eine Halbinsel im Boston Harbor. Sie liegt in der Quincy Bay 5,33 mi (8,6 km) vom Bostoner Stadtzentrum entfernt auf dem Gebiet des Bundesstaats Massachusetts der Vereinigten Staaten. Deer Island verfügt über eine Fläche von 265 Acres (1,1 km²), wovon 80 Acres (0,3 km²) ein Watt bilden und nur bei Ebbe über der Wasseroberfläche liegen. Die Insel gehört zu Boston und ist Teil der Boston Harbor Islands National Recreation Area.

## Geologie
Um eine visuelle Barriere zwischen Winthrop und der Kläranlage zu schaffen, wurde ein Drumlin auf der Insel so versetzt, dass er eine Berme bildet und die Anlage aus dem Blickfeld der Stadt nimmt.

## Geschichte
Die heutige Halbinsel war ursprünglich eine vollwertige Insel und existiert in dieser Form erst seit 1938, als ein Hurrican in der Region schwere Verwüstungen anrichtete und den Shirley Gut, der die Insel bis dahin vom Festland trennte, mit von den umliegenden Küstenbereichen abgetragenem Sand auffüllte. Die ehemalige Insel wurde bereits von den Indianern genutzt und diente in ihrer Geschichte sehr vielfältigen Zwecken; auf ihr lebten zeitweise in Quarantäne befindliche Immigranten, Landwirte, Weisen, Mittellose, Militärs sowie zehntausende Gefängnisinsassen im ehemaligen County House of Correction.
Die Vergangenheit der Insel ist hingegen weniger rühmlich. Der Tiefpunkt wurde während des King Philip’s War erreicht, als die Insel im Winter 1675/1676 als Internierungslager für rund 500 Indianer diente, die von den Kolonisten aus ihren Häusern und Siedlungen vertrieben worden waren. Viele von ihnen starben aufgrund von Nahrungsmangel und der tiefen Temperaturen.
Als die Große Hungersnot in Irland im 19. Jahrhundert viele Iren als Immigranten in die Vereinigten Staaten trieb, landeten tausende von ihnen auf Deer Island. Im Juni 1847 eröffnete die Stadt Boston auf der Insel ein Krankenhaus, in dem in den kommenden beiden Jahren fast 5.000 Menschen behandelt wurden. Mehr als 800 jedoch starben und wurden auf dem noch heute auf der Insel befindlichen Friedhof beerdigt. 1850 wurde ein Armenhaus eröffnet, das jedoch nach wenigen Jahren wieder geschlossen und zu einem Gefängnis umgebaut wurde.
Bereits seit dem späten 19. Jahrhundert wird die Insel als Standort für Kläranlagen verwendet. Heute geschieht dies durch das Deer Island Sewerage Treatment Plant, das die Abwässer der gesamten Metropolregion Greater Boston aufbereitet und zu den größten und modernsten Kläranlagen in den Vereinigten Staaten zählt.

### Suffolk County House of Correction

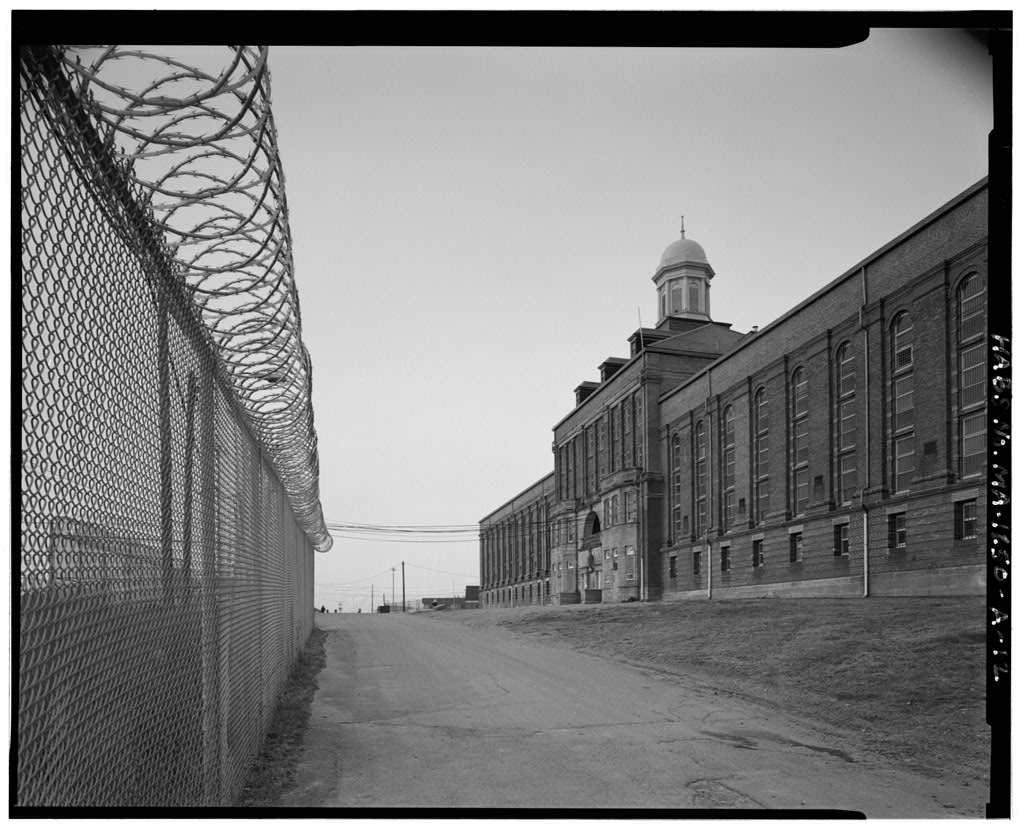
Das Gefängnis im 20. Jahrhundert

Von 1880 bis 1991 befand sich auf der Insel das Gefängnis Suffolk County House of Correction, zu dem das ehemalige Armenhaus – zunächst unter Beibehaltung der Bezeichnung House of Industry – umgebaut wurde. Bis 1896 befand sich das House of Correction in South Boston, wurde dann jedoch innerhalb von vier Jahren samt Insassen auf die Insel verlegt. Auch der Name des Gefängnisses wurde entsprechend angepasst. Bekannte Insassen waren unter anderem Luigi Galleani, John Runnings, Prescott Townsend, Mark Wahlberg, Margaret Brown (auch bekannt als Old Mother Hubbard) sowie Oliver Garrett. 1992 wurde das Gefängnis abgerissen, um Platz für die Errichtung der Kläranlage zu gewinnen.

### Fort Dawes
Das heute nicht mehr existente Fort Dawes war mit etwa 100 Acres (40,5 ha) Ausdehnung einst die größte Verteidigungsanlage im Bostoner Hafengebiet und wurde noch im Zweiten Weltkrieg eingesetzt. In den 1990er Jahren wurde es im Zuge der Errichtung der Kläranlage vollständig zerstört.
1907 wurden die ersten Gebäudeteile von Fort Dawes fertiggestellt. Sie umfassten eine Station für einen befehlshabenden Offizier, von der aus die Hafenverteidigung gegen angreifende Schiffe organisiert werden konnte, eine Minenbeobachtungsstation als Teil des Systems zur Wahrnehmung detonierender Wasserminen im nördlichen Hafengebiet sowie zwei Waffenkontrollsysteme, mit denen insgesamt fünf separate Geschützbatterien im gesamten Hafengebiet gesteuert werden konnten. Zu dieser Zeit war Deer Island noch eine vollwertige Insel und verfügte über zwei 40 ft (12,2 m) und 100 ft (30,5 m) hohe Erhebungen, die den Standort ideal für die militärische Nutzung machten.
1924 wurden in Fort Dawes vier weitere Bunker mit Waffenkontrollsystemen errichtet, mit denen unter anderem die zu dieser Zeit mächtigsten Geschütze – zwölf 12 in (304,8 mm) Küstenverteidigungskanonen im Fort Banks in Winthrop – ferngesteuert werden konnten. Zu Beginn des Zweiten Weltkriegs wurde 1942 am höchsten Punkt der Insel ein Hafenkontrollposten eingerichtet, von dem aus der gesamte Schiffsverkehr im Bostoner Hafen überwacht wurde.

## Sehenswürdigkeiten
Die zwölf als giant eggs („riesige Eier“) bekannten, 150 ft (45,7 m) hohen Faultürme bilden seit ihrer Errichtung eine eigene Landmarke im Bostoner Hafengebiet. Von der Stadt Winthrop aus sind sie aufgrund einer künstlichen Sichtbarriere nicht zu sehen, jedoch von vielen anderen Stellen aus deutlich erkennbar. Vom – nur bei geführten Touren zugänglichen – Dach der Türme aus sind der Logan International Airport, Boston sowie die nahegelegenen Inseln Gallops, Long und Spectacle Island zu sehen.
In einem anderen Bereich der Halbinsel steht ein historisches Pumpenhaus, das im National Register of Historic Places eingetragen ist. Ferner können die Ruinen des Fort Dawes besichtigt werden. Besuchern der Insel stehen auf 60 Acres (24,3 ha) Parkfläche insgesamt 4,5 mi (7,2 km) Wanderwege zur Verfügung.

## Deer Island Sewerage Treatment Plant

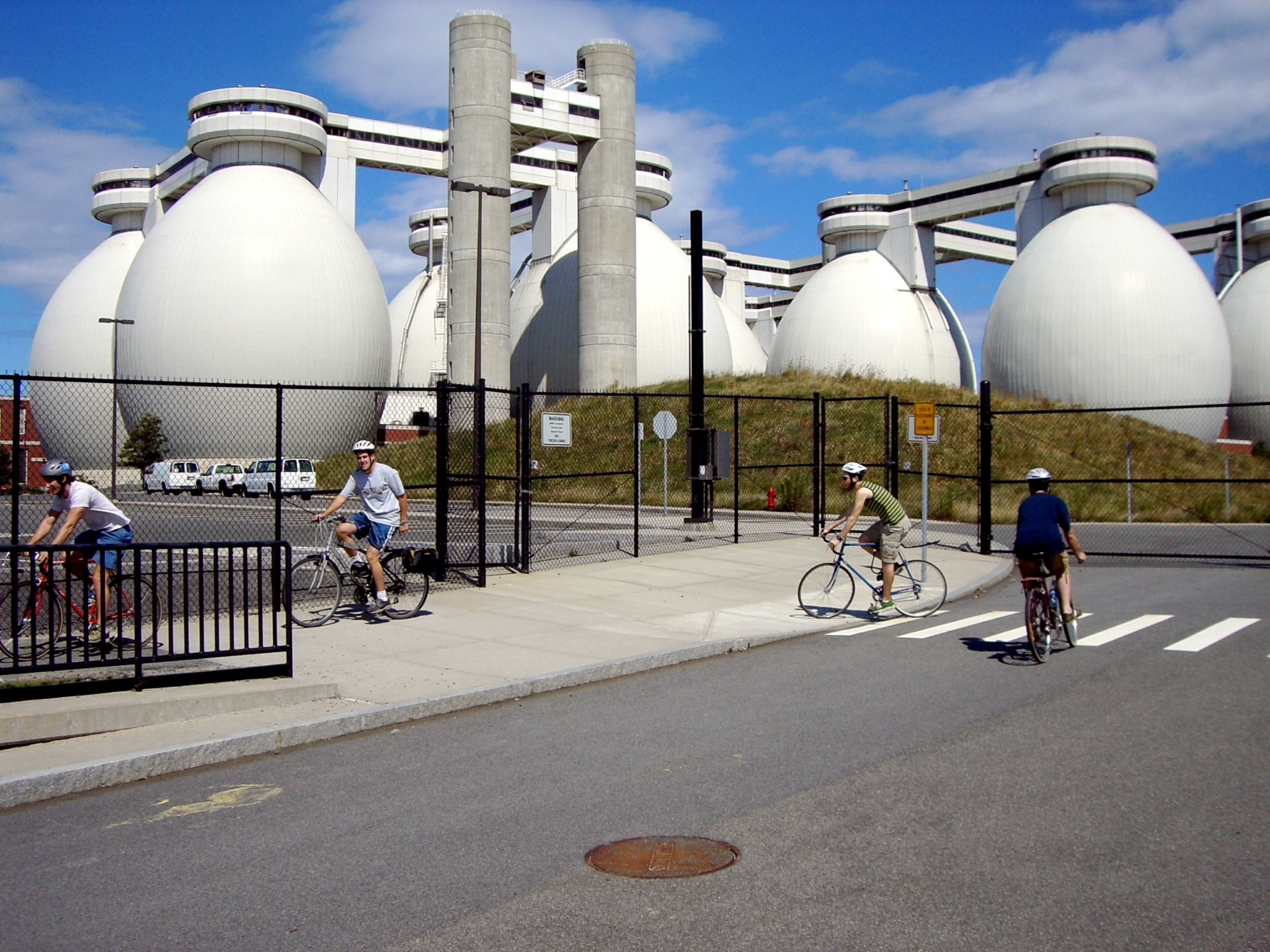
Die Faultürme auf der Insel

Auf der Insel befindet sich mit dem Deer Island Sewerage Treatment Plant eine der größten Kläranlagen der Vereinigten Staaten, in der die Abwässer von insgesamt 43 Städten aufbereitet und anschließend in das Hafenbecken abgeleitet werden. Die 1995 in Betrieb genommene Anlage befindet sich im Eigentum der Massachusetts Water Resources Authority. Die Kläranlage ist das Kernstück eines insgesamt 3,8 Mrd. US-Dollar umfassenden Programms zum Schutz des Boston Harbor vor Wasserverschmutzung.

### Pumpen
Das Abwasser der umliegenden Städte erreicht die Kläranlage über vier unterirdische Rohre. Drei Pumpstationen befördern das Wasser 150 ft (45,7 m) in die Höhe und zum Beginn des Bearbeitungsprozesses. Die nördliche Pumpstation verfügt über zehn Pumpen mit einer Leistung von jeweils 3500 PS sowie sechs Pumpen mit jeweils 600 PS und kann so 910 Mio. Gallonen (41,4 Mio. Hektoliter) pro Tag fördern. In der südlichen Pumpstation steht mit acht Pumpen à 1250 PS eine zusätzliche Leistung von 360 Mio. Gallonen (16,4 Mio. hl) pro Tag zur Verfügung. Der Gesamtdurchsatz ist ausreichend, um auch bei starken Regenfällen einen Rückstau und Überlauf zu verhindern.

### Erstbehandlung
In einem ersten Schritt wird das Abwasser über Rechen von groben Rückständen befreit. Anschließend gelangt das Wasser in 48 Vorklärbecken mit jeweils 186 ft (56,7 m) Länge, 41 ft (12,5 m) Breite und 24 ft (7,3 m) Tiefe, in denen bereits 50 bis 60 % der Schwebstoffe und bis zu 50 % der Krankheitserreger bzw. Giftstoffe entfernt werden. Um die Absetzfläche für Schwebstoffe zu verdoppeln, wurde in den Tanks auf mittlerer Höhe ein zusätzlicher Absetzboden installiert.

### Zweitbehandlung
Die Zweitbehandlung umfasst biologische und auf Gravitation basierende Filtersysteme, nach deren Durchlaufen das Wasser bereits von mehr als 85 % der Verunreinigungen befreit wurde. Der biologische Prozess basiert vollständig auf Mikroorganismen, die durch Zuführung von Sauerstoff aktiviert werden und verbliebene organische Materie im Abwasser zersetzen. Das Klärwerk produziert dazu vor Ort in einer eigenen kryotechnischen Anlage bis zu 220 Tonnen reinen Sauerstoff pro Tag.

### Faultürme
Der Klärschlamm aus der Erstbehandlung wird mittels Gravitation, derjenige aus der Zweitbehandlung in Zentrifugen unter Zusatz von Polymer verdickt. Der weitere Abbau geschieht in 12 separaten, eiförmigen Faultürmen unter anaeroben Bedingungen. Jeder der Türme hat einen Durchmesser von 90 ft (27,4 m) und eine Höge von ca. 130 ft (39,6 m). Unter Sauerstoffabschluss wird ein natürlicher Zersetzungsprozess durch Bakterien angeregt, die den Schlamm in Methangas (ca. 70 %), CO2, feste organische Nebenprodukte sowie Wasser aufspalten und dabei die verbleibende feststoffliche Masse signifikant reduzieren. Das Methangas wird über Rohre aufgefangen und zum Erhitzen von Dampfkesseln genutzt, die wiederum genug Wärme erzeugen, um sowohl die Gebäude der Anlage zu heizen als auch die Energie für die von Wärme abhängigen Behandlungsprozesse zu liefern. Der Dampf der Kessel wird an einen Generator weitergeleitet, dessen Turbine im Durchschnitt 3 MW Strom erzeugt. Der verbliebene Schlamm aus den Türmen wird unterirdisch von der Insel abtransportiert und zu Düngemittel weiterverarbeitet.

### Geruchsbekämpfung und Desinfektion
Abluftwäscher und Kohleadsorber entfernen Gerüche und flüchtige organische Verbindungen während der Behandlungsprozesse. Nach der Zweitbehandlung wird das Abwasser mittels Natriumhypochlorit in zwei jeweils 500 ft (152,4 m) langen Becken mit einer Gesamtkapazität von 8 Mio. Gallonen (364.000 hl) desinfiziert. Am Ende des Prozesses wird Natriumhydrogensulfit hinzugegeben, um das Chlor aus dem Wasser zu entfernen. Anschließend wird es ins umgebende Meer abgeleitet.